# Friedrich Benda
Friedrich Wilhelm Heinrich Benda (15. června 1745, Postupim - 19. června 1814, Berlín) byl německý komorní hudebník a skladatel. Byl příslušníkem rodiny, ve které se po mnoho generací dědilo hudební nadání.
Friedrich Benda byl synem houslového virtuóze a skladatele českého původu Františka Bendy a jeho první ženy Eleonory Stepheinové (1718-1758). Otec zajistil jeho první hudební vzdělání a muzikální průpravu. Později byl Friedrich Benda žákem berlínského hudebního teoretika Johanna Philippa Kirnbergera. Vedle svých skladatelských prací vynikl jako klavírista a houslista. V letech 1765 až 1810
působil Benda jako komorní hudebník na pruském královském dvoře v Postupimi. Jeho opera Orpheus měla premiéru 16. ledna 1785 v Berlíně. O rok později 15. ledna 1786 zde byla premiéra opery Alceste, jejíž partitura je dnes považována za ztracenou.

## Dílo
Friedrich Benda skládal koncerty, sonáty, symfonie, komorní skladby a opery (singspiely).
- Pygmalion, kantáta 1784
- Alceste, singspiel (ztraceno)
- Orpheus, singspiel 1787
- Die Grazien, kantáta
- Das Blumenmädchen (Květinářka), singspiel 1806